# James Chadwick
Sir James Chadwick (Bollington, 20 ottobre 1891 – Cambridge, 24 luglio 1974) è stato un fisico britannico, premio Nobel per la fisica nel 1935 per la scoperta del neutrone.

## Biografia
Studiò a Manchester, a Cambridge e a Berlino. Tornato a Cambridge nel 1919, vi rimase fino al 1935 come collaboratore di Ernest Rutherford, partecipando ai suoi esperimenti sulla disintegrazione dell'atomo.
La scoperta del neutrone nel 1932 gli valse la Medaglia Hughes e il premio Nobel per la Fisica nel 1935.
Dal 1935 al 1948 tenne la cattedra di fisica all'Università di Liverpool. Durante la seconda guerra mondiale si occupò di ricerche sulla bomba atomica e diresse la delegazione inglese al Progetto Manhattan a Los Alamos per la costruzione del primo ordigno.
Morì all'età di 82 anni nell'estate 1974. In suo onore è stato denominato il cratere lunare Chadwick.